# Сент-Эньян, Шарль-Поль-Франсуа де Бовилье
Шарль-Поль-Франсуа де Бовилье (фр. Charles-Paul-François de Beauvilliers; 17 декабря 1746, Париж — 19 декабря 1828, там же), герцог де Сент-Эньян, пэр Франции, гранд Испании 1-го класса — французский государственный и военный деятель.

## Биография
Второй сын Поля-Луи де Бовилье, герцога де Сент-Эньяна, и Огюсты-Леонор-Олимпы-Николь де Бюльон, внук герцога Поля-Ипполита де Сент-Эньяна.
Первоначально титуловался графом де Бюзансуа. Испанский король сохранил за ним достоинство гранда Испании 1-го класса, полученного его двоюродным дядей Полем де Бовилье (28.06.1765).
Кампмейстер (8.04.1779), командир пехотного полка Пуату, 5 декабря 1781 произведен в бригадиры и пожалован в рыцари ордена Святого Людовика. Лагерный маршал (9.03.1788).
В 1791 году эмигрировал вместе со своим племянником, герцогом де Сент-Эньяном, который умер в эмиграции. В 1811 году, после смерти внучатого племянника Раймона-Франсуа де Бовилье, унаследовал герцогский титул.
При Первой реставрации 4 июня 1814 был назначен пэром, 14 ноября произведен в генерал-лейтенанты армий короля. 19 августа 1815 стал наследственным пэром, 31 августа 1817 наследственным герцогом-пэром. На процессе маршала Нея голосовал за смерть.
14 августа 1821 был избран президентом Генерального совета департамента Эндр. Был мэром Бюзансе.
3 июня 1827 пожалован в рыцари орденов короля.

## Семья
Жена (21.06.1765): Мари-Луиза-Бонна-Шарлотта де Майи (1747—11.02.1825), единственная дочь Александра-Луи де Майи, сеньора де Френуа и Марёй, и Анн-Луизы де Сен-Шаман. В браке было двое детей, не достигших совершеннолетия
Шарль-Поль-Франсуа был последним мужским представителем рода Бовилье. Его наследницей была сестра Колетт-Мари-Поль-Ортанс-Бернардин де Бовилье-Сент-Эньян (1748—1831), бывшая придворная дама королевы Марии Антуанетты, жена маркиза Антуана-Шарля-Гийома де Ларош-Эмона (1751—1831), генерал-лейтенанта армий короля